# Dit (poésie)
Pour les articles homonymes, voir Dit.

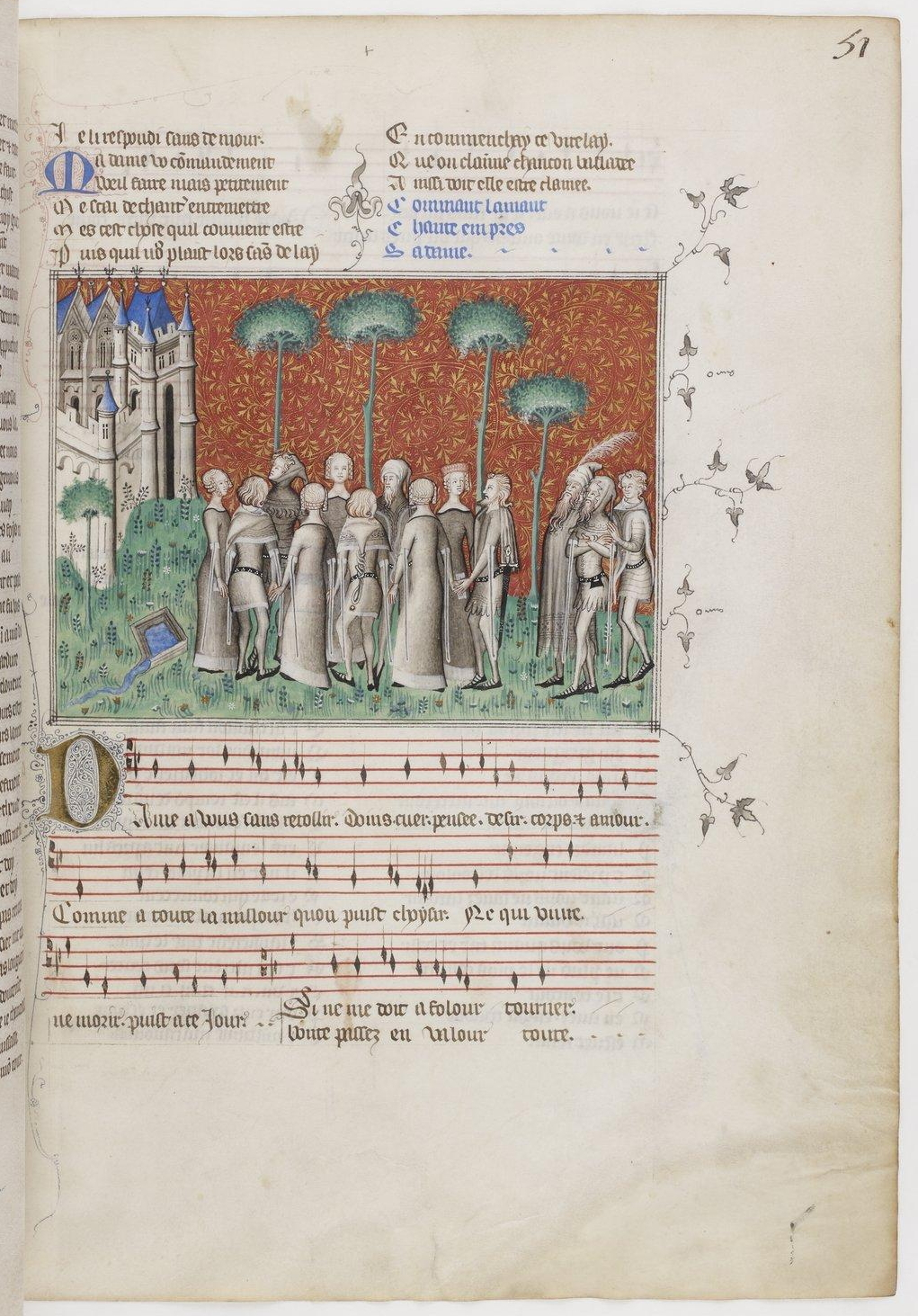
Oeuvre de poésie de Guillaume de Machaut

Le dit désigne un genre littéraire du Moyen Âge, dont la définition n'est pas univoque. Le terme est employé dans le titre de poèmes médiévaux très divers, brefs ou longs.
Le dit est le plus souvent un poème narratif versifié destiné à être « dit », par opposition aux œuvres destinées à être chantées. Le terme désigne néanmoins également souvent une œuvre composite qui mélange narration et poèmes à chanter.

## Définition
Le genre a des contours flous, au point que Daniel Poirion commence sa notice sur le dit dans l'Encyclopédie Universalis par l'interrogative : « Le dit est-il un genre littéraire au Moyen Âge ? ». Les auteurs médiévaux qui utilisent le terme de dit ou de dittier ne lui ont donné aucune définition stable. Initialement bref (quelques centaines de vers), il peut néanmoins, à partir de Guillaume de Machaut, s'étendre à la dimension du roman. Le dit est le plus souvent un poème narratif versifié, parfois à la première personne, destiné à être « dit », par opposition aux œuvres destinées à être chantées. Le terme désigne néanmoins également souvent une œuvre composite qui mélange narration et pièces lyriques.

## Corpus
Rutebeuf (auteur du XIIIe siècle) a écrit plusieurs dits : Le Dit des ribauds de grève, Le Dit des béguines,  Le Dit de frère Denise le cordelier…
Le dit intègre souvent des poèmes lyriques, destinés au chant, comme Le Remède de fortune de Guillaume de Machaut, qui intègre sept chansons, ou bien Le Livre du Duc des Vrais Amants de Christine de Pizan qui intègre de nombreuses pièces lyriques, correspondant à des chants entonnés par les personnages.
- Le Dit de l'empereur Constant, seconde motié du XIIIe siècle.
- Le Dit de la campagne d'Igor
- Le Dit du Genji
- Les Dits de Peter Bornemisza (1968)
- Le Dit de la terre plate (1978 à 1987)
- Le Dit de Tianyi (1998)
- Le Dit d'Aka (2000)